# Red Hot Riding Hood
«Red Hot Riding Hood» («Горячая Красная Шапочка») — короткометражный мультипликационный комедийный фильм, выпущенный 8 мая 1943 года компанией Metro-Goldwyn-Mayer. Режиссёр Текс Эйвери. Занимает 7-е место в списке 50 величайших мультфильмов по версии историка мультипликации Джерри Бека.

## Сюжет
История начинается с классической версии сказки про Красную шапочку: голос рассказчика представляет персонажей и их намерения, очередь доходит до Страшного Злого Серого Волка, который неожиданно заявляет, что ему «всё это надоело, все студии снимают одно и то же». К взбунтовавшемуся Волку неожиданно присоединяются Бабушка и сама Красная Шапочка, рассказчик сдаётся и объявляет новый мультфильм, который затитрован как «Red Hot Riding Hood: Something new has been added» («Горячая Красная Шапочка: кое-что было добавлено»).
Новая версия переносит зрителя в обстановку большого города 1930-х годов, Волк предстаёт дамским угодником, разъезжающим на длинном спортивном автомобиле, Бабуля — светской львицей, проживающей в пентхаусе и охотящейся на мужчин, а Красная Шапочка — сексуальной певичкой в ночном клубе. Последний персонаж, получивший среди поклонников прозвище «Red» (одно из возможных значений — Рыжая), позже фигурировал в других фильмах Эйвери, не являющихся прямым продолжением «Горячей Красной Шапочки»: «Swing Shift Cinderella», «The Shooting of Dan McGoo», «Wild and Woolfy», «Uncle Tom's Cabaña» и «Little Rural Riding Hood», а также в мультфильмах «Том и Джерри: Шерлок Холмс», «Том и Джерри: Робин Гуд и Мышь-Весельчак» и «Том и Джерри: Гигантское приключение».

## Роли озвучивали
- Би Бенадерет
- Доуз Батлер
- Элвия Оллман — бабушка (в титрах не указана)